# Everlange-Moulin
Everlange-Moulin (lb. Iewerlenger Millen) – mała miejscowość (lieu-dit) w zachodnim Luksemburgu, w kantonie Redange, w gminie Useldange. Do 3 października 2015 miejscowość leżała w dystrykcie Diekirch. 